# فریست سیتی (کارولینای شمالی)
فریست سیتی (به انگلیسی: Forest City) شهری در ایالت کارولینای شمالی کشور ایالات متحده آمریکا است که جمعیت آن در سرشماری سال ۲۰۱۰ میلادی، ۷٬۴۷۶ نفر بوده‌است.